# Tieste-Uragnoux
Tieste-Uragnoux település Franciaországban, Gers megyében. Lakosainak száma 149 fő (2022. január 1.). Tieste-Uragnoux Saint-Aunix-Lengros, Hères, Labatut-Rivière, Jû-Belloc és Ladevèze-Ville községekkel határos.

## Népesség
A település népessége az elmúlt években az alábbi módon változott:
| Lakosok száma | 129  | 144  | 118  | 137  | 157  | 173  | 167  | 156  | 153  | 149  |
|               | 1968 | 1982 | 1990 | 2006 | 2013 | 2015 | 2017 | 2019 | 2020 | 2022 |